# Barnby (Yorkshire du Nord)
Pour les articles homonymes, voir Barnby.
Barnby est une paroisse civile du Yorkshire du Nord, en Angleterre.